# Без следа (1-й сезон)
Первый сезон американского телесериала "Без следа", премьера сезона состоялась 26 сентября 2002 года на американском телеканале CBS, а заключительная серия сезона вышла 15 мая 2003 года. Общее количество эпизодов в сезоне двадцать три.

## Сюжет
Подразделение специального назначения, возглавляемое старшим агентом Джеком Мэлоуном, разыскивает исчезнувших людей, применяя последние достижения психологии. Команда Мэлоуна тщательно изучает все события жизни жертвы, постепенно выясняя, был ли человек похищен или намеренно скрывается, погиб ли он насильственной смертью или сам свел счеты с жизнью.
События дня исчезновения вплоть до минут выстраиваются в ряд согласно простому принципу: выяснив, кем является жертва, можно понять, где она сейчас находится. Однако, несмотря на самые активные поиски, агенты не всесильны и, конечно, им не чужды человеческие слабости. Иногда ошибки бумерангом возвращаются и преследуют их. Далеко не все подчиняется логике и идет по намеченному плану - часто события разворачиваются в непредсказуемом направлении.

## В ролях

### Основной состав
- Энтони Лапалья — Джек Мэлоун
- Поппи Монтгомери — Саманта Спейд
- Мэрианн Жан-Батист — Вивиан Джонсон
- Энрике Мурсиано — Дэнни Тейлор
- Эрик Клоуз — Мартин Фицджеральд

## Эпизоды
| № общий | № в сезоне | Название                                           | Режиссёр       | Автор сценария | Дата премьеры    | Произв. код | Зрители в США (млн) |
| ------- | ---------- | -------------------------------------------------- | -------------- | -------------- | ---------------- | ----------- | ------------------- |
| 1       | 1          | «Пилот» «Pilot»                                    | Дэвид Наттер   | Хэнк Стейнберг | 26 сентября 2002 | 475182      | 16.21               |
| 2       | 2          | «Именинник» «Birthday Boy»                         | Дэвид Наттер   | Хэнк Стейнберг | 3 октября 2002   | 175651      | 14.53               |
| 3       | 3          | «Он видел, она видела» «He Saw, She Saw»           | Рэйчел Талалэй | Йен Нэш        | 10 октября 2002  | 175653      | 15.94               |
| 4       | 4          | «Между трещинами» «Between the Cracks»             | Стив Гомер     | Эд Редлих      | 17 октября 2002  | 176554      | 14.84               |
| 5       | 5          | «Подозреваемый» «Suspect»                          | Питер Маркл    | Эллисон Эбнер  | 24 октября 2002  | 175657      | 15.75               |
| 6       | 6          | «Молчаливый партнер» «Silent Partner»              | Неизвестно     | Неизвестно     | 31 октября 2002  | 175655      | 15.50               |
| 7       | 7          | «Рывок назад» «Snatch Back»                        | Неизвестно     | Неизвестно     | 7 ноября 2002    | 175656      | 14.57               |
| 8       | 8          | «Маленький большой человек» «Little Big Man»       | Неизвестно     | Неизвестно     | 14 ноября 2002   | 175658      | 15.41               |
| 9       | 9          | «В крайнем случае» «In Extremis»                   | Неизвестно     | Неизвестно     | 21 ноября 2002   | 175659      | 13.94               |
| 10      | 10         | «Полуночное солнце» «Midnight Sun»                 | Неизвестно     | Неизвестно     | 12 декабря 2002  | 175652      | 14.83               |
| 11      | 11         | «Мейпл-стрит» «Maple Street»                       | Неизвестно     | Неизвестно     | 9 января 2003    | 175660      | 16.34               |
| 12      | 12         | «Подземная железная дорога» «Underground Railroad» | Неизвестно     | Неизвестно     | 16 января 2003   | 175662      | 17.51               |
| 13      | 13         | «Hang On to Me»                                    | Неизвестно     | Неизвестно     | 30 января 2003   | 175661      | 16.59               |
| 14      | 14         | «The Friendly Skies»                               | Неизвестно     | Неизвестно     | 6 февраля 2003   | 175663      | 15.03               |
| 15      | 15         | «There Goes the Bride»                             | Неизвестно     | Неизвестно     | 20 февраля 2003  | 175665      | 17.54               |
| 16      | 16         | «Clare de Lune»                                    | Неизвестно     | Неизвестно     | 27 февраля 2003  | 175664      | 18.80               |
| 17      | 17         | «Kam Li»                                           | Неизвестно     | Неизвестно     | 13 марта 2003    | 175666      | 15.38               |